# Hearts of Oak (album)
Pour les articles homonymes, voir Hearts of Oak.
Albums de Ted Leo and the Pharmacists
The Tyranny of Distance
(2001) Shake the Sheets
(2004)
Hearts of Oak est le troisième album du groupe de rock américain Ted Leo and the Pharmacists sorti en 2003 sous le label Lookout! Records. Un vidéo-clip du morceau Where Have All the Rude Boys Gone? a été réalisé.

## Liste des morceaux
1. Building Skyscrapers in the Basement – 1 min 38
2. Where Have All the Rude Boys Gone? – 5 min 02
3. I'm a Ghost – 4 min 27
4. The High Party – 4 min 53
5. Hearts of Oak – 5 min 38
6. The Ballad of the Sin Eater – 5 min 20
7. Dead Voices – 3 min 43
8. The Anointed One – 4 min 10
9. Bridges, Squares – 4 min 47
10. Tell Balgeary, Balgury Is Dead – 4 min 09
11. 2nd Ave, 11AM – 3 min 32
12. First to Finish, Last to Start – 1 min 54
13. The Crane Takes Flight – 5 min 28